# Boîte de transmission principale
Pour les articles homonymes, voir BTP (homonymie).

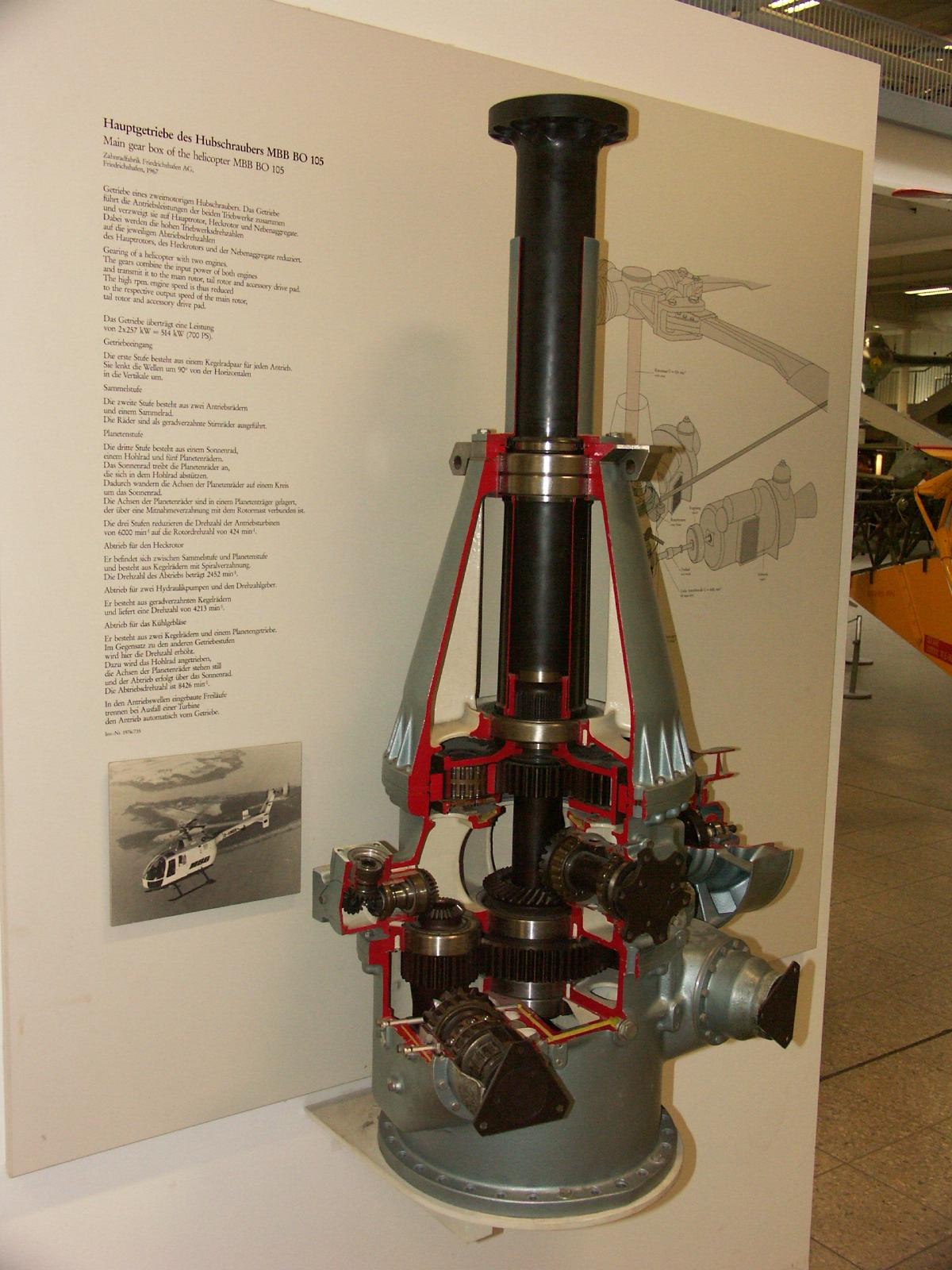
La BTP du Bölkow Bo 105

Sur un hélicoptère, la boîte de transmission principale (BTP) est un ensemble mécanique permettant :
- la transmission de puissance des moteurs au rotor principal lequel assure la portance et le déplacement du véhicule ;
- le renvoi d'angle entre prise de mouvement moteur et arbre rotor ;
- l'alimentation des accessoires (pompe hydraulique, alternateur, frein rotor...) ;
- l'entraînement de la transmission au rotor arrière.

## Description
La BTP est généralement suspendue et fixée au carter du MRP (Moyeu de Rotor Principal). Le fond de la BTP est quant à lui maintenu par une platine à la structure. Cette liaison mécanique permet d'absorber les variations de couple rotor et dans certains cas, les vibrations émanant de la tête rotor. La cinématique de puissance de la BTP est constituée par des systèmes à engrenage (spiral, train épicycloïdal, denture droite...) allant de deux à cinq étages de réduction. Vu la forte réduction de vitesse de rotation, il faut évacuer la chaleur produites par le frottement des dents d'engrenage, ce qui nécessite un système de refroidissement performant (pompe, gicleurs, radiateur, manocontacteur, manotransmetteur, joint à lèvre, joint à lèvre carbone...). En cas de défaillance du système de refroidissement, le pilote devra vite trouver une zone où se poser. En effet, sans lubrification, la température va augmenter pour atteindre la température de recuit des aciers spéciaux des engrenages et ainsi annuler les traitements thermiques des engrenages et des arbres mécaniques...
Particularités : les arbres d'entrée et de sortie sont équipés de brides cannelées afin de permettre la transmission de puissance malgré les vibrations. De plus, pour compenser les désalignements des ensembles moteurs/BTP ou encore arbre de transmission/poutre de queue, les assemblages brides/brides sont équipés de disques flexibles. Ces disques autorisent des désalignements de l'ordre de 1°30' de rotulage/axe de rotation.
Les hélicoptères sont souvent munis de deux autres boîtes de transmission :
- la boîte de transmission intermédiaire (BTI) qui sert de renvoi d'angle, voire de réducteur, entre la transmission horizontale et la boîte de transmission arrière sur les hélicoptères où le rotor anticouple est situé au-dessus de la poutre de queue (exemple : le Tigre d'Eurocopter) ;
- la boîte de transmission arrière (BTA) qui sert de renvoi d'angle et de réducteur entre la BTI et le Moyeu de Rotor Arrière.

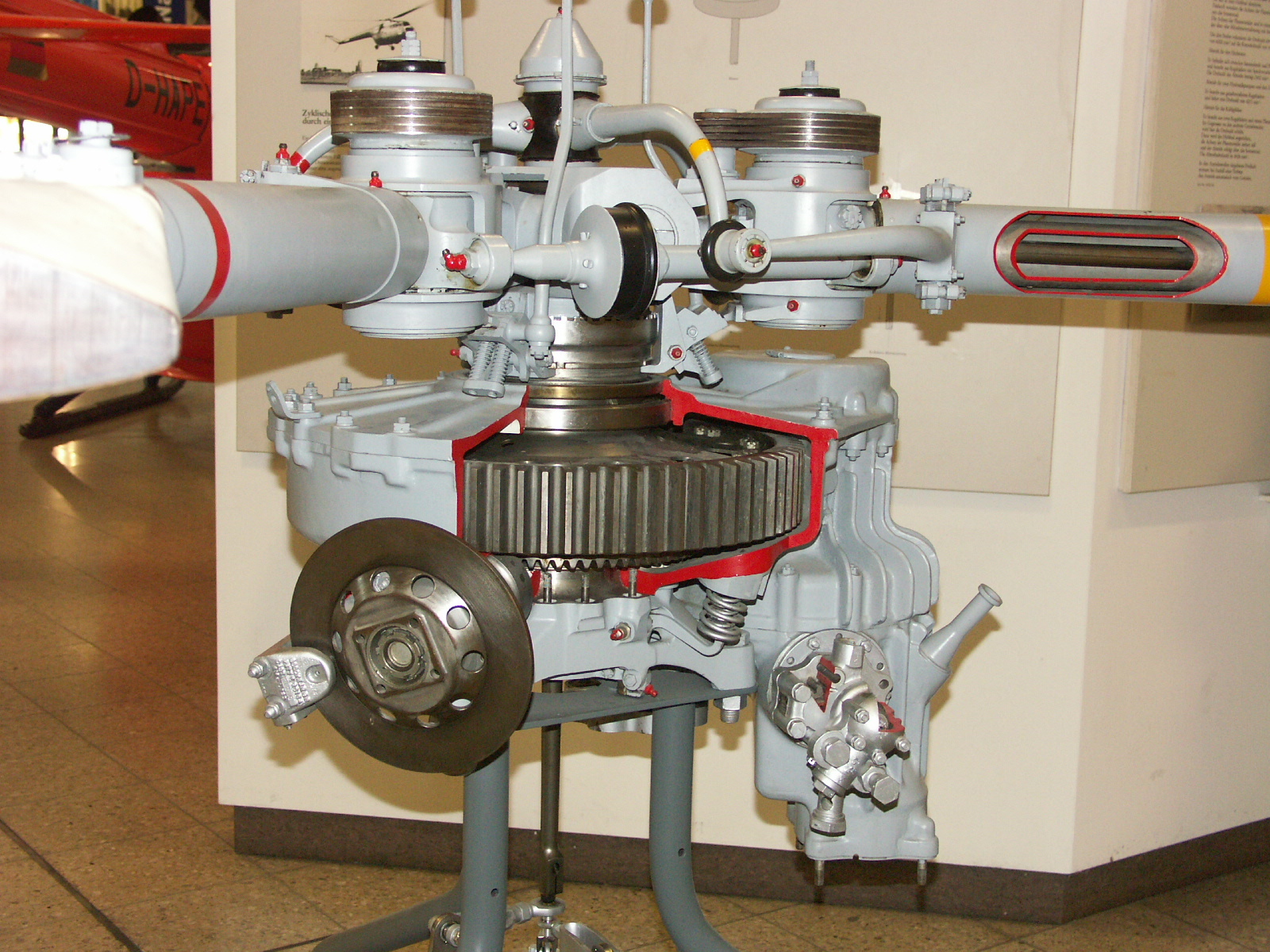
BTP du Bristol 171 Sycamore (au premier plan à gauche, le disque du frein de rotor.